# Debenji vrh
Debenji vrh je hrib vzhodno od Ljubljane in pogosta izletniška točka okoliških prebivalcev. Na vrhu je lesen razgledni stolp.  

## Poimenovanje
Ker domačini hrib imenujejo [debənvərh], se je uveljavilo več različnih zapisov-poknjižitev: Deben vrh, Debni vrh, Debenj vrh (Debenjvrh), Debenji vrh.